# Stropešín
Stropešín (en allemand : Stropeschin) est une commune du district de Třebíč, dans la région de Vysočina, en République tchèque. Sa population s'élevait à 130 habitants en 2020.

## Géographie
Stropešín se trouve sur la rive droite de la Jihlava, qui forme le réservoir de Dalešice en amont du barrage de Kramolín. Elle est située à 8,5 km au sud-ouest du centre de Náměšť nad Oslavou, à 16 km à l'est-sud-est de Třebíč, à 44 km au sud-est de Jihlava et à 158 km au sud-est de Prague.
La commune est limitée par Třesov et Hartvíkovice au nord, par Popůvky à l'est, par Dalešice au sud, par Valeč au sud-ouest et par Třebenice à l'ouest.

## Histoire
La première mention écrite de la localité date de 1125.

## Transports
Par la route, Stropešín se trouve à 12 km de Náměšť nad Oslavou, à 18 km de Třebíč, à 53 km de Jihlava et à 188 km de Prague.